# ميركو لوليتش
ميركو لوليتش هو لاعب كرة قدم كرواتي في مركز الدفاع، ولد في 6 يناير 1962. لعب مع النجم الأحمر بلغراد ودينامو زغرب ونادي أوسييك.